# Gonzaga (Lombardei)

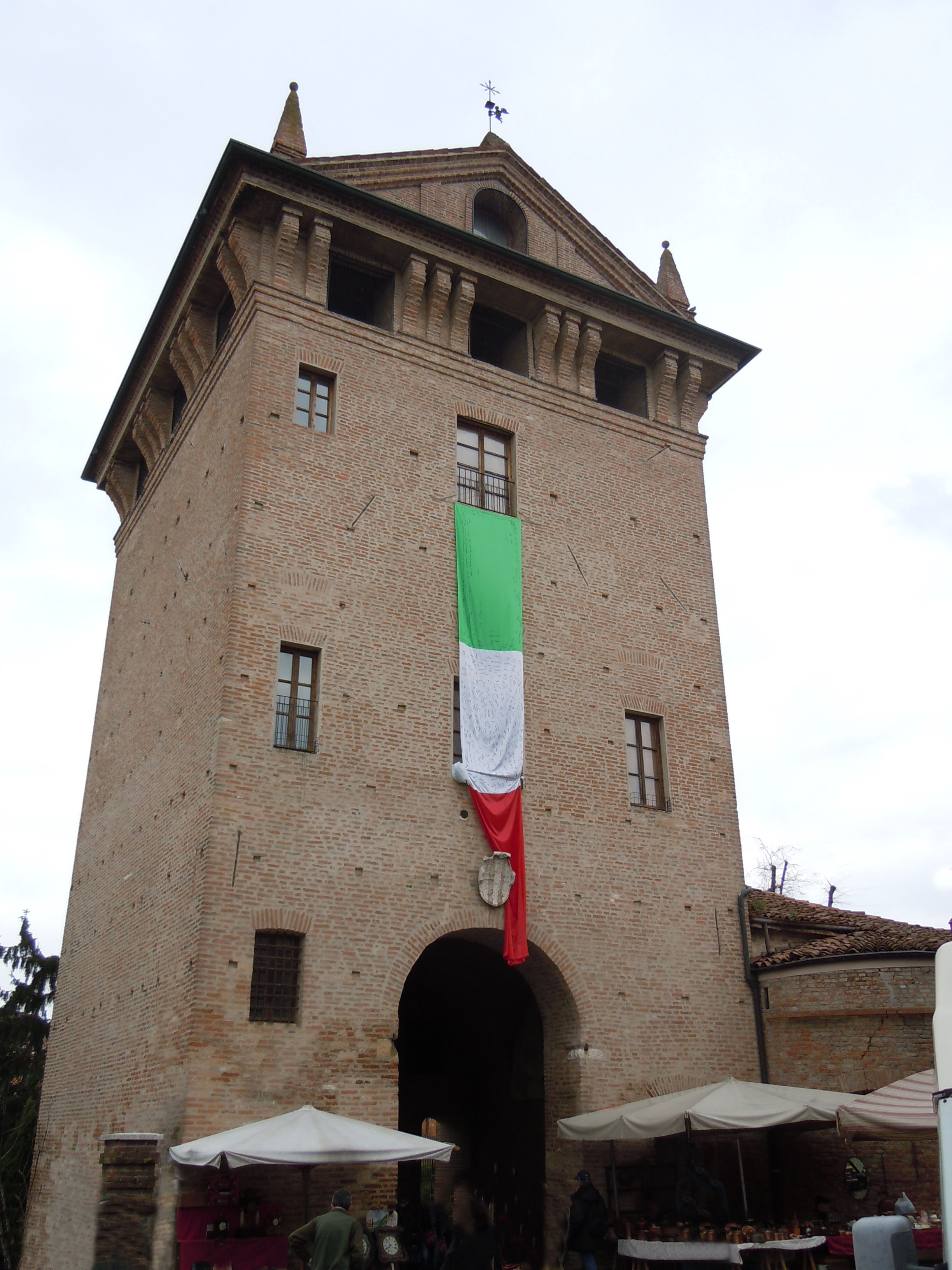
Torre quattrocentesca in Gonzaga: Turm aus dem 15. Jahrhundert, der an die Familie Gonzaga erinnert.

Gonzaga ist eine norditalienische Gemeinde (comune) mit 8698 Einwohnern (Stand: 31. Dezember 2023) in der Provinz Mantua in der Region Lombardei. Aus dem Ort stammt das Adelsgeschlecht der Gonzaga.

## Geographie
Gonzaga liegt bei Mantua auf einer Höhe von 22 Metern über dem Meer. Das Gemeindegebiet umfasst eine Fläche von 49,89 km². Ortsteile (frazioni) Gonzagas sind Palidano und Bondeno. Die Nachbargemeinden sind Luzzara, Moglia, Pegognaga, Reggiolo und Suzzara; die Gemeinde grenzt an die Provinz Reggio Emilia.

## Wirtschaft, Sehenswürdigkeiten und Infrastruktur
Gonzaga ist Sitz des  Automobil- und Landmaschinenherstellers Grecav.
Die romanische Basilika San Benedetto Abate stammt aus dem 11. Jahrhundert. Das Mönchskloster Convento di Santa Maria wurde 1490 von Girolamo Redini gegründet.
Gonzaga hat mit dem Bahnhof Stazione di Gonzaga-Reggiolo gemeinsam mit Reggiolo einen Haltepunkt an der Bahnstrecke Verona-Mantova-Modena. Ferner hat der Ortsteil Palidano einen eigenen Bahnhof.

## Partnerschaften
- Brioude, Auvergne-Rhône-Alpes
- Civate, Lombardei

## Persönlichkeiten
- Filippo Corradi da Gonzaga (bl. 12. Jahrhundert), Stammvater der Gonzaga
- Stefano Grandoni (1792–1846), Chemiker
- Anselmo Guerrieri Gonzaga (1819–1879), Journalist und Politiker
- Giordano Corsi (1908–1958), Fußballspieler